# 渔渡镇
渔渡镇，是中华人民共和国陕西省汉中市镇巴县下辖的一个乡镇级行政单位。

## 行政区划
渔渡镇下辖以下地区：
渔渡坝社区、红旗村、花果村、杨家沟村、长滩河村、九家榜村、小寨村、鱼池村、永久村、元坝村和东王庙村。